# Carduelis corsicana
Il venturone corso (Carduelis corsicana (Koenig, 1899)) è un uccello passeriforme della famiglia dei Fringillidi.

## Etimologia
Il nome scientifico della specie (del quale il nome comune altro non è che una traduzione), corsicana, è un chiaro riferimento all'areale di diffusione di questi uccelli.

## Descrizione

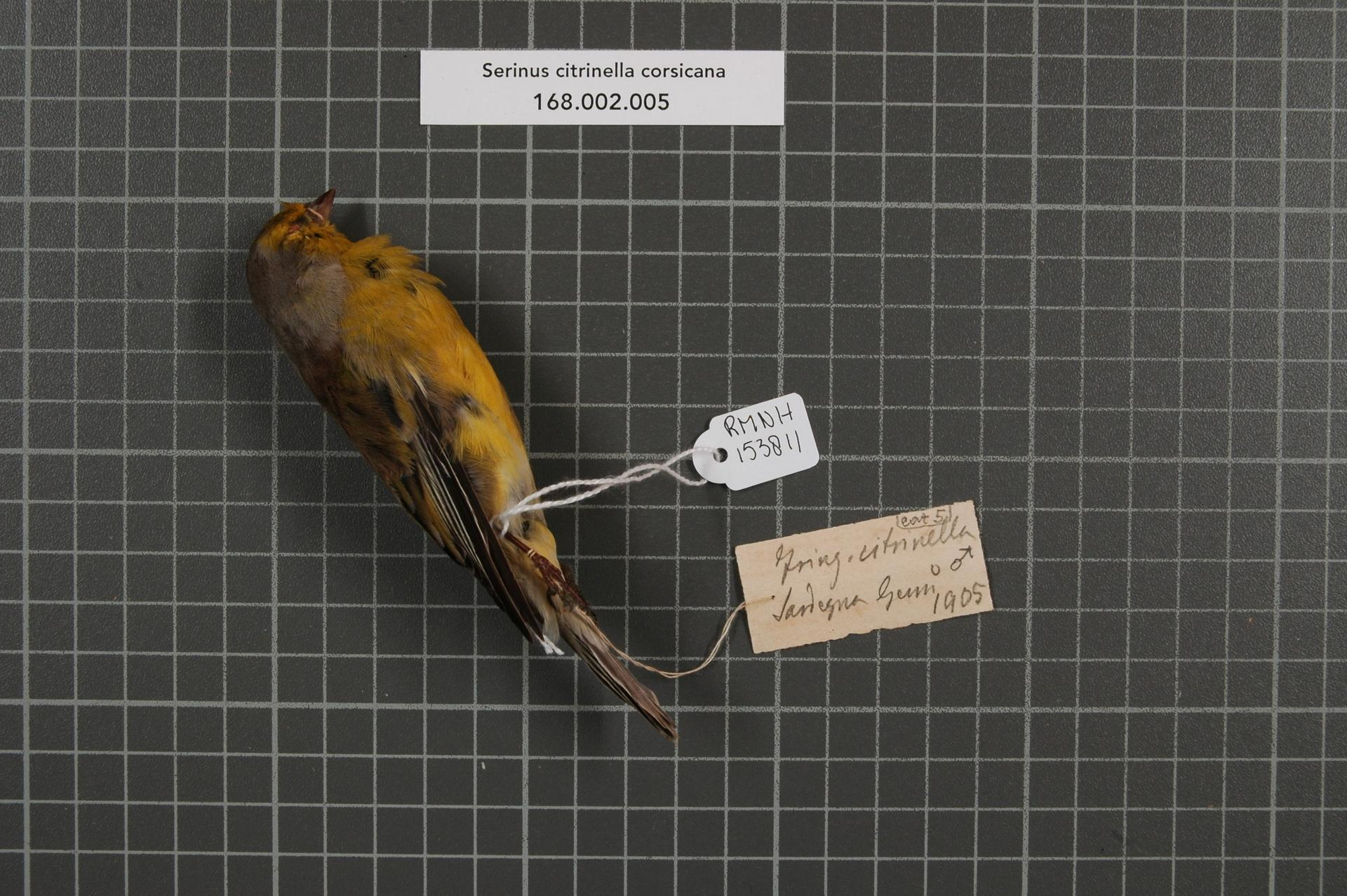
Maschio impagliato.

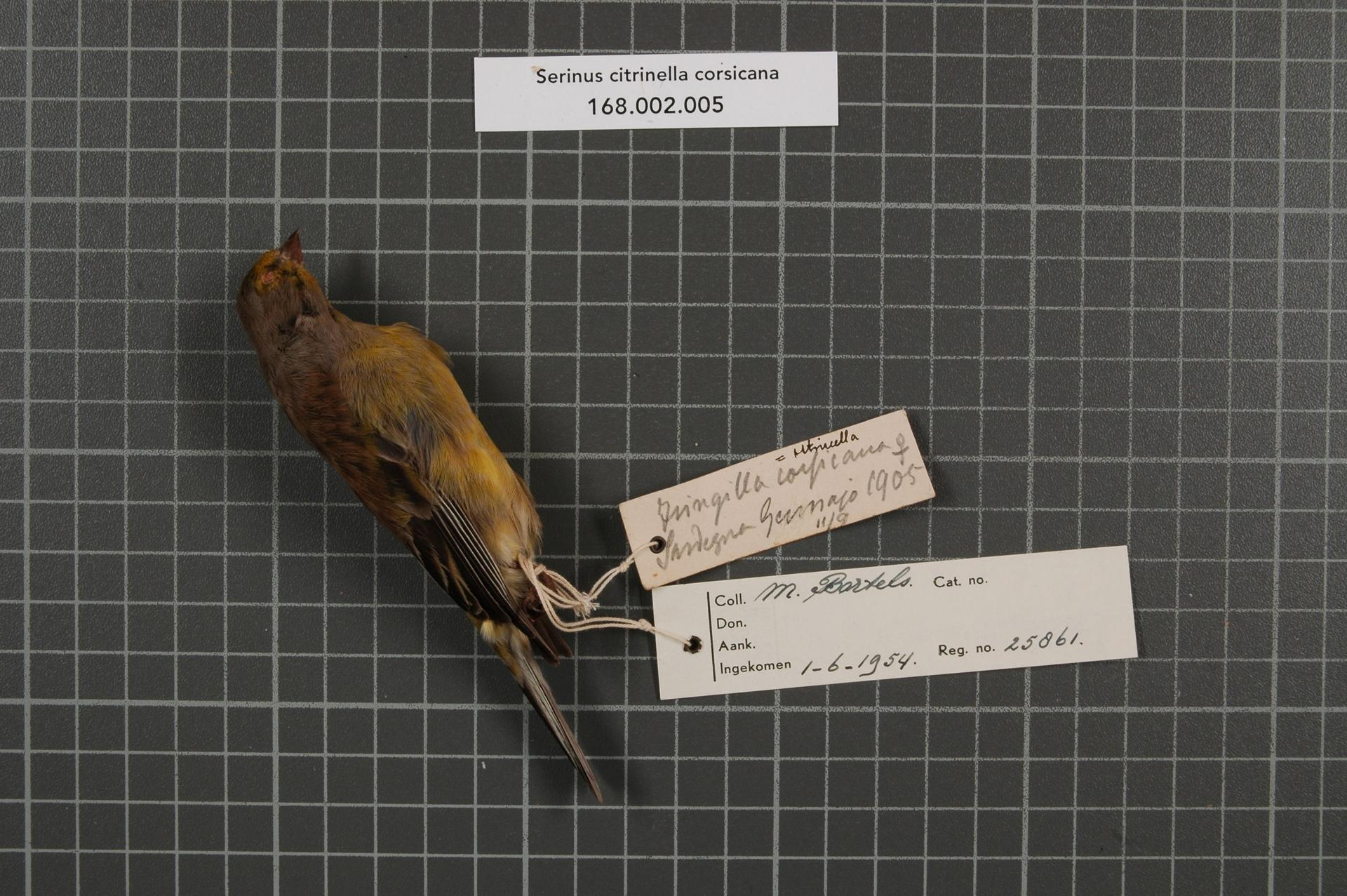
Femmina impagliata.

### Dimensioni
Misura 11–12 cm di lunghezza, per 11-12 grammi di peso.

### Aspetto
Si tratta di uccelli dall'aspetto robusto, dalla testa arrotondata, muniti di un piccolo becco conico, ali appuntite e coda dalla punta lievemente forcuta. Nel complesso, il venturone corso è molto simile alla sua controparte continentale, il venturone europeo, rispetto al quale mostra taglia inferiore, piccole differenze morfometriche (ali più corte) e livrea lievemente più scura.
Il piumaggio si presenta di colore giallo-verdastro su faccia, petto, parte superiore del ventre e codione, mentre il dorso è bruno-ruggine con sfumature cannella e variegature grigio-brune: il collo è di colore grigio, così come i fianchi, mentre ali e coda sono nere, le prime con evidente barra alare di colore giallo-arancio.

Il dimorfismo sessuale è presente, ma non evidente ad un occhio inesperto: nei maschi, il giallo facciale e ventrale è più brillante ed ha una maggiore estensione rispetto a quanto riscontrabile nelle femmine.

## Biologia
I venturoni corsi sono uccelli diurni, molto miti, che vivono in coppie o in piccoli gruppi e passano la maggior parte della giornata fra i cespugli o al suolo alla ricerca di cibo.

### Alimentazione
Questi uccelli hanno dieta essenzialmente granivora, nutrendosi principalmente di semi di piante erbacee e di pino nero: tuttavia, essi si nutrono anche di bacche, frutti, foglioline tenere, germogli, e di tanto in tanto non disdegnano neanche di nutrirsi di piccoli insetti, specie nel periodo della riproduzione.

### Riproduzione
La stagione degli amori inizia in primavera e si conclude in giugno: durante questo periodo, le coppie (si tratta di uccelli monogami) portano generalmente avanti due covata.
Il nido, a forma di coppa, viene costruito dalla femmina intrecciando rametti e fibre vegetali e foderando l'interno con lanugine e piumino: esso viene generalmente ubicato in un cespuglio di ginepro, erica arborea o rovo, e la sua costruzione è a completo carico della femmina, col maschio che può talvolta fornire parte del materiale da costruzione.

All'interno del nido, la femmina depone 4-5 uova azzurrine con rade maculature bruno-rossicce, presenti in special modo sul polo ottuso: essa provvede a covarle per circa due settimane, col maschio che sosta nei paraggi occupandosi di reperire il cibo per sé e per la compagna. Alla schiusa, i nidiacei sono ciechi ed implumi: essi vengono imbeccati e accuditi da ambedue i genitori, rendendosi in tal modo atti all'involo a tre settimane dalla schiusa e pienamente indipendenti a circa un mese e mezzo.

## Distribuzione e habitat

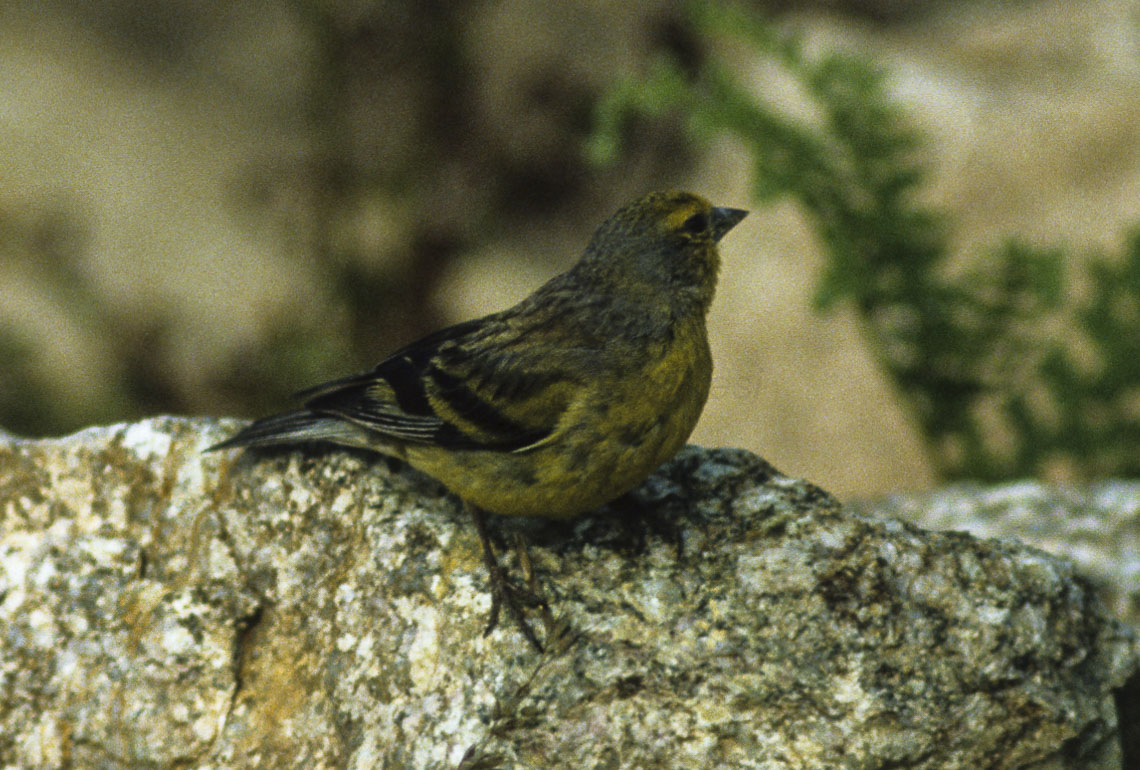
Esemplare in natura.

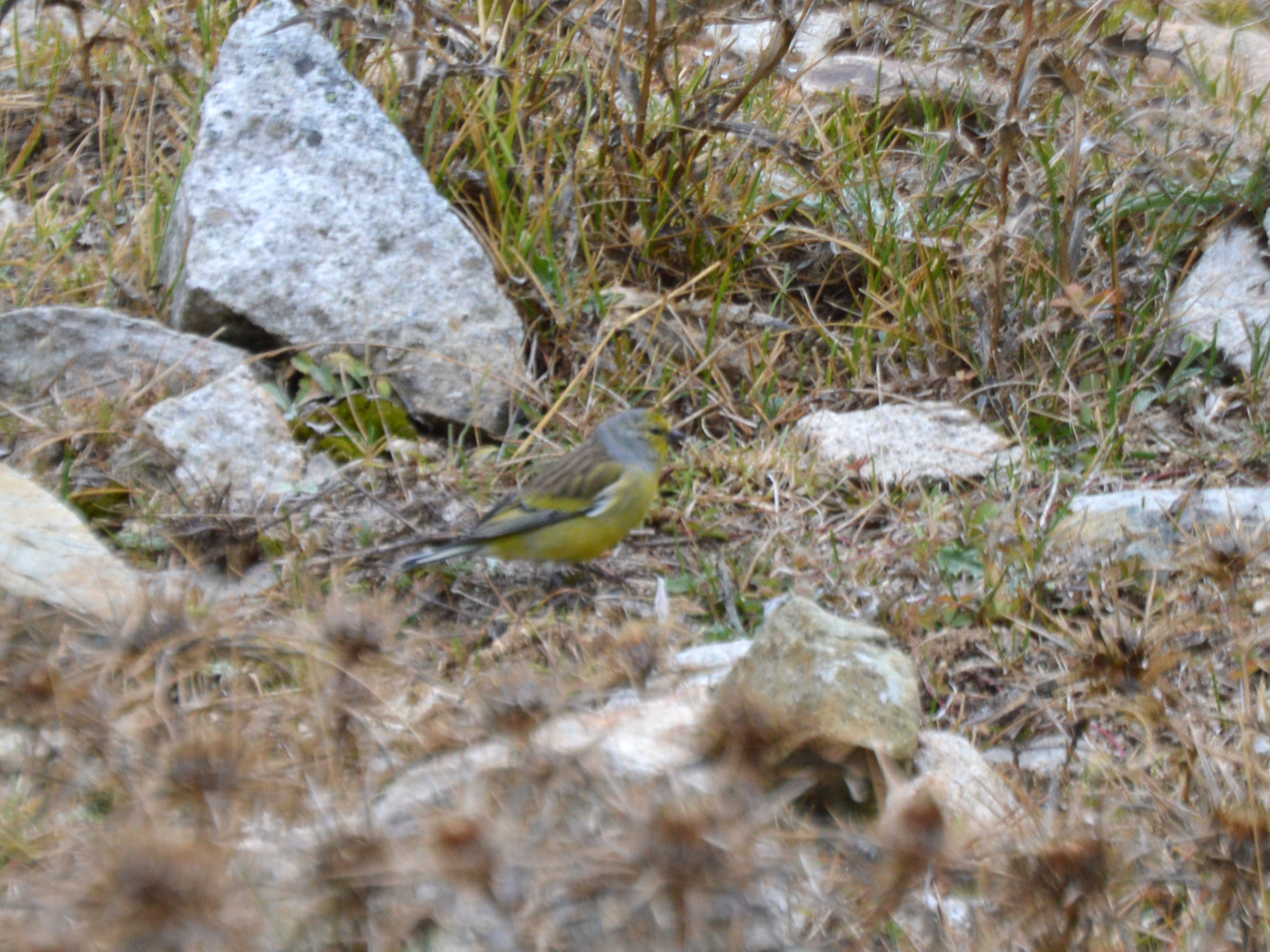
Esemplare al suolo al Col de Vergio.

Come intuibile sia dal nome comune che dal nome scientifico, il venturone corso è diffuso in Corsica, anche se non ne è endemico in quanto lo si trova anche in Sardegna e nelle isole tirreniche dell'Arcipelago Toscano dell'Elba, di Capraia e di Gorgona (si tratta quindi di un endemismo tirrenico). Mentre la popolazione corsa tende a scendere di quota durante i mesi invernali, spostandosi verso le aree costiere dell'isola, le altre sono stanziali.
L'habitat di questi uccelli è rappresentato dalla macchia mediterranea, dalle aree secche e cespugliose collinari e montane e dalle pinete non eccessivamente fitte, a prevalenza di pino nero.

## Tassonomia
A lungo considerato una sottospecie del venturone europeo, il venturone corso ne ha seguito le sorti tassonomiche, venendo ascritto prima al genere Serinus (col nome di S. citrinella corsicana) ed in seguito a Carduelis (col nome di C. citrinella corsicana): le recenti analisi del DNA mitocondriale hanno inoltre rivelato una certa distanza genetica rispetto alla sua controparte continentale, facendone ritenere corretta l'elevazione al rango di specie a sé stante.